# Imset (glasbena skupina)
Imset je slovenska rock skupina iz Domžal. 

## Zgodovina
Začetki benda segajo v leto 2010, ki so ga zaključili z nastopom na silvestrovanju v Domžalah. Sprva so igrali samo priredbe. Leta 2011 so se udeležili več festivalov: festivala Newcomer v Avstriji, Glasbenega festivala slovenskih osnovnih in srednjih šol v ljubljanskem Pionirskem domu, na katerem so dobili priznanje za najbolj obetaven mladi band, Najstfesta v Žireh in festivala Glas mladih v Črnomlju. Na začetku sta bila v skupini − poleg Jake Peterke, Jake Ažmana in Dejana Macure – tudi Jaka Kosec (kitarist) in Jernej Žunič (bobnar), ki sta bend zapustila do leta 2012.
Pozimi 2012 je Žuniča zamenjal Blaž Horvat, sicer Peterkov bratranec, nekoliko pozneje sta se zasedbi pridružila še kitarist Tilen Vake in čelistka Monika Hočevar (ta je z njimi sodelovala v letih 2012–13 in z njimi nastopala bolj občasno; s koncem leta 2013 pa so bili "uradno" samo še kvintet, brez Hočevarjeve). Novembra 2012 so na Glasu mladih zmagali: na drugem večeru festivala, ki je bil namenjen mladim glasbenim skupinam, so se predstavili z avtorskima skladbama »Daleč stran« in »Moj svet«, ki sta nastali v sodelovanju z njihovim tedanjim producentom Damjanom Lebeničnikom. Z zmago so si priborili vstopnico za nastop na Schengenfestu 2013. »Daleč stran« so kmalu po zmagi, natančneje 9. decembra, kot svoj prvi singel objavili na Youtubu v obliki besedilnega videa. Posneli so jo tudi v duetu z raperjem Zlatkom, s katerim so se spoznali na Dnevu mladih 2012 v Ljubljani, kjer so nastopili kot njegova predskupina. To različico so na Youtubu objavili januarja 2013, »Moj svet« pa je sledil konec februarja. Aprila so zmagali na 6. Glasbenem festivalu v ljubljanskem Pionirskem domu; za nagrado so dobili snemanje v studiu Pionirskega doma. 3. avgusta so nastopili na Schengenfestu (glavni oder).
Januarja 2014 so nastopili na največjem dobrodelnem festivalu na Poljskem Przystanek Woodstock (angl. Woodstock Festival Poland) v Vroclavu, ki ga prireja organizacija Wielka Orkiestra Świątecznej Pomocy (angl. Great Orchestra of Christmas Charity). 30. januarja 2015 so imeli nastop v Orto baru, na katerem so premierno predstavili svoj prvi videospot, ki so ga posneli za prvi singel »Daleč stran«. Tisto leto so se udeležili 5. sezone šova Slovenija ima talent; avdicije pred žiranti niso uspešno prestali. Jeseni se je od skupine poslovil Vake in odtlej je zasedba štiričlanska. Oktobra 2015 so izdali pesem »Feniks«. Leta 2016 so bili finalisti ŠOUROCKA 2016 (predizbora 2014, 2015); imeli so več nastopov z godalnim orkestrom KD Stična (Rockester). 2017 so sodelovali na natečaju Volkswagen Rocks in v okviru le-tega 9. februarja nastopili na ljubljanskem izboru v Orto baru. Napredovali so v polfinale, v finale pa se jim (po spletnem glasovanju) ni uspelo uvrstiti.
Po dvoletnem "zatišju" so aprila 2018 izdali nov singel »Jadrava«. Naslednji mesec so pri založbi Nika Records izdali svoj prvenec Persona, ki so ga premierno predstavili 31. maja (na dan izida) v Orto baru. Posneli so ga v novomeškem studiu RSL Production s producentom Matejem Pečaverjem, za mastering pa je poskrbel Ted Jensen iz newyorškega studia Sterling Sound. Eno izmed 10 skladb na njem, »Sanjam«, so posneli v duetu z Alyo. Izdajo plošče je pospremil singel »Kralj«. Konec septembra so objavili videospot za tretji singel z albuma »Na glas«, ki so ga posneli v okviru Sazasovega natečaja SpotVizija 2017 pod režijsko taktirko Dejana Baboska. V njem sta zaigrala Domen Valič in Lea Mihevc.
24. januarja 2020 so izdali povsem novo pesem »Upornika z razlogom«, s katero so nakazali nov zvok: novi material, pri katerem so začeli sodelovati z ameriškim producentom Chrisom Gehringerjem (prav tako iz Sterling Sounda), še naprej pa sodelujejo z Matejem Pečaverjem, vsebuje več elektronike in se spogleduje z elementi housa, RnB-ja in EDM-a. Sami zato svoj stil opisujejo kot moderni rock. 22. februarja 2020 so s »Femme fatale« nastopili na Emi. Leta 2021 so se s (tedaj še neizdanima) skladbama »Lost Inside« in »All the Same« uvrstili v finale mednarodnega tekmovanja ISC (International Songwriting Competition): prva je v kategoriji za najboljše besedilo osvojila 6. mesto, druga pa v kategoriji Rock deveto.
Kot predskupina so nastopali z zasedbami Dubioza kolektiv (Čipkarija 2013), Dire Straits Experience (Opatija, 1. junija 2018; Adria Summer Festival 2019), Bijelo dugme (koncert ob njihovi 40-letnici, Bonifika, Koper, 2018), Prljavo kazalište (Rock v Kočevju, 2019), Parni valjak (Music Park Bivje - Dekani, 22. junija 2019), od slovenskih izvajalcev pa so večkrat nastopili z Omarjem Naberjem.

## Člani
- Jaka Peterka (rojen 2. julija 1994) − vokal, kitara
- Jaka Ažman (rojen 5. septembra 1994) − bas, spremljevalni vokali
- Žiga Janežič (rojen 6. decembra 1993) - kitara
- Blaž Horvat (rojen 27. septembra 1998) – bobni

## Diskografija
Albumi
- 2018: Persona

Radijski singli in videospoti
| Leto | Pesem                      | Uradni videospot | Digitalni singel | Album   |
| ---- | -------------------------- | ---------------- | ---------------- | ------- |
| 2012 | Daleč stran                | ✓                |                  | —       |
| 2013 | Daleč stran (feat. Zlatko) |                  |                  | —       |
| 2013 | Moj svet                   |                  |                  | —       |
| 2015 | Feniks                     |                  |                  | Persona |
| 2018 | Jadrava                    | ✓                | ✓                | Persona |
| 2018 | Kralj                      | ✓                |                  | Persona |
| 2018 | Na glas                    | ✓                |                  | Persona |
| 2019 | Vedno                      | (live)           |                  | Persona |
| 2020 | Upornika z razlogom        | ✓                | ✓                | —       |
| 2020 | Femme fatale               |                  | ✓                | —       |
| 2020 | Lajf                       | ✓                | ✓                | —       |
| 2021 | All the Same               | ✓                | ✓                | —       |
| 2022 | Zadnje Slovo               | ✓                | ✓                |         |
| 2023 | Bel Vohun                  | ✓                | ✓                |         |